# Мичуринское сельское поселение (Краснодарский край)
Мичуринское сельское поселение — муниципальное образование в Динском районе Краснодарского края России.
В рамках административно-территориального устройства Краснодарского края ему соответствует Мичуринский сельский округ.
Административный центр — посёлок Агроном.

## География
Площадь поселения — 49,49 км².

## Население
| 2010  | 2012  | 2013  | 2014  | 2015  | 2016  | 2017  |
| ----- | ----- | ----- | ----- | ----- | ----- | ----- |
| 6419  | ↗6503 | ↗6594 | ↗6705 | ↗6845 | ↗6932 | ↗6987 |
| 2018  | 2019  | 2020  | 2021  | 2023  |       |       |
| ↗7012 | ↗7042 | ↘7041 | ↘7038 | ↘6929 |       |       |

## Населённые пункты
В состав сельского поселения (сельского округа) входят 5 населённых пунктов:
| № | Населённый пункт | Тип населённого пункта | Население (чел.) |
| - | ---------------- | ---------------------- | ---------------- |
| 1 | Агроном          | посёлок                | ↗4348            |
| 2 | Вишняки          | посёлок                | ↘641             |
| 3 | Зарождение       | посёлок                | ↘857             |
| 4 | Кочетинский      | посёлок                | ↘616             |
| 5 | Янтарный         | посёлок                | ↗505             |